# Doriopsilla pallida
Doriopsilla pallida is een slakkensoort uit de familie van de Dendrodorididae. De wetenschappelijke naam van de soort is voor het eerst geldig gepubliceerd in 1902 door Bergh.